# Нитрат галлия
Нитрат галлия — неорганическое соединение, соль металла галлия и азотной кислоты с формулой Ga(NO3)3, бесцветные расплывающиеся кристаллы, образует кристаллогидраты.

## Получение
- Действием азотной кислоты на галлий, его оксид или гидроксид:

{\displaystyle {\mathsf {Ga+6HNO_{3}\ {\xrightarrow {}}\ Ga(NO_{3})_{3}+3NO_{2}\uparrow +3H_{2}O}}}
{\displaystyle {\mathsf {Ga_{2}O_{3}+6HNO_{3}\ {\xrightarrow {}}\ 2Ga(NO_{3})_{3}+3H_{2}O}}}
{\displaystyle {\mathsf {Ga(OH)_{3}+3HNO_{3}\ {\xrightarrow {}}\ Ga(NO_{3})_{3}+3H_{2}O}}}

## Физические свойства
Нитрат галлия — бесцветные расплывающиеся кристаллы, хорошо растворяется в воде и спирте, не растворяется в эфире.
Образует несколько кристаллогидратов: Ga(NO3)3•9H2O, Ga(NO3)3•8H2O и Ga(NO3)3•7H2O.

## Химические свойства
- При нагревании разлагается:

{\displaystyle {\mathsf {4Ga(NO_{3})_{3}\ {\xrightarrow {110-200^{o}C}}\ 2Ga_{2}O_{3}+12NO_{2}\uparrow +3O_{2}\uparrow }}}
- Реагирует с разбавленными щелочами:

{\displaystyle {\mathsf {Ga(NO_{3})_{3}+3NaOH\ {\xrightarrow {}}\ Ga(OH)_{3}\downarrow +3NaNO_{3}}}}
- и концентрированными:

{\displaystyle {\mathsf {Ga(NO_{3})_{3}+4NaOH\ {\xrightarrow {}}\ Na[Ga(OH)_{4}]+3NaNO_{3}}}}
- Вступает в обменные реакции:

{\displaystyle {\mathsf {Ga(NO_{3})_{3}+3NaF\ {\xrightarrow {}}\ GaF_{3}\downarrow +3NaNO_{3}}}}
{\displaystyle {\mathsf {Ga(NO_{3})_{3}+K_{3}PO_{4}\ {\xrightarrow {}}\ GaPO_{4}\downarrow +3KNO_{3}}}}
{\displaystyle {\mathsf {2Ga(NO_{3})_{3}+6Na_{2}S+3H_{2}O\ {\xrightarrow {}}\ 2Ga(OH)_{3}\downarrow +3H_{2}S\uparrow +6NaNO_{3}}}}

## Применение
- Используется в фармакологии.